# Lê Khôi
Lê Khôi (chữ Hán: 黎魁; ? - 1446), tên thụy là Vũ Mục, công thần khai quốc nhà Lê sơ. Ông là con trai của Lê Trừ- anh thứ hai của Lê Lợi, tham gia khởi nghĩa Lam Sơn, lập nhiều công lao. Lê Thái Tổ lên ngôi phong cho là Kì Lân Hổ Vệ tướng quân, hàm Nhập nội thiếu úy, tước Đình Thượng hầu. Lê Khôi được điều làm trấn thủ Hóa châu, nhiều lần tham gia đánh Chiêm thành, lập nhiều chiến tích.

## Tiểu sử
Lê Khôi người làng Lam Sơn (nay thuộc xã Xuân Lam, huyện Thọ Xuân, tỉnh Thanh Hóa). Ông là con trai Lê Trừ - anh thứ hai của Lê Lợi, tức là cháu gọi Lê Lợi bằng chú ruột. Tính tình độ lượng rộng rãi, ít nói, ít cười, tham gia khởi nghĩa Lam Sơn từ đầu và lập được nhiều công lao.

## Tham gia khởi nghĩa Lam Sơn
Tháng 12, năm 1424, Lê Lợi cho quân tiến vào Nghệ An, trong trận Bồ Ải, Lê Khôi cùng với Lê Sát, Lê Lễ, Lê Vấn, Lê Nhân Chú, Lê Ngân, Lê Chiến, Lê Tông Kiều, Lê Bôi, Lê Văn An làm tiên phong, đánh thắng và chém quân Minh không sao kể xiết, bắt sống đô đốc Chu Kiệt, chém tướng tiên phong đô ty Hoành Thành.
Tháng 9, năm 1427, Minh Tuyên Tông sai Liễu Thăng, Lương Minh đem hơn 10 vạn quân cứu viện cho Vương Thông ở Bắc bộ. Tháng 10 năm ấy, Lê Lợi sai Lê Vấn, Lê Khôi, đem 3 nghìn quân Thiết đột, 4 thớt voi, cùng với các tướng Sát, Lý, Nhân Chú, Văn An tấn công quân Minh. Ngày 15, quân Minh đại bại, quân Lam Sơn chém hơn 5 vạn thủ cấp quân Minh, bắt sống các tướng Thôi Tụ, Hoàng Phúc và hơn 3 vạn lính Minh, thu được vũ khí, ngựa chiến, vàng bạc, vải lụa nhiều không kể xiết

## Phong thưởng
Năm 1428, Lê Lợi lên ngôi Hoàng đế, Lê Khôi được ban chức Kì Lân Hổ Vệ Tướng Quân, quyền Hành Tổng Quản, hàm Nhập Nội Thiếu úy, sau thăng hàm Tư Mã, được đem Kim Phù.
Tháng 5, năm 1429, vua Lê Thái Tổ ban biển ngạch công thần cho 93 viên, Lê Khôi được phong tước Đình thượng hầu.

## Danh tướng nhà Lê
Năm 1430, Lê Khôi được triều đình sai trấn thủ Hóa châu, ông bỏ điếm canh, triệt giới nghiêm, chiêu tập dân phiêu lưu, khuyến khích làm ruộng, huấn luyện binh sĩ, chính lệnh nghiêm minh, nhân dân yêu kính, quân Chiêm Thành sợ oai.
Năm 1430, Nông Đắc Thái, Bế Khắc Thiệu làm phản ở Thái Nguyên, triều đình triệu Lê Khôi trở về đánh dẹp, tháng 2 năm 1431, bắt được Nông Đắc Thái, Bế Khắc Thiệu.
Năm 1433, vua Lê Thái Tổ vời ông về để bàn định việc lập Thái tử, tháng 8 cùng năm, con trưởng Lê Tư Tề bị phế, em là Lê Nguyên Long được lập Thái tử.
Năm 1434, Lê Khôi lúc ấy giữ chức Nhập nội thiếu úy cùng với Hành khiển Tổng quản Lê Truất đốc suất các quân ở Tân Bình, Thuận Hóa cùng với nhập nội tư mã Lê Liệt tuần tra biên giới, đề phòng quân Chiêm Thành vào cướp phá.
Năm 1437, Lê Khôi được phong làm Nhập nội tư mã, Tham trị chính sự, kiểm quản Tây Đạo. Tháng 12 cùng năm, ông làm Trấn phủ sứ lộ Nghệ An.
Năm 1439, Lê Khôi đi cùng vua Lê Thái Tông đánh Ai Lao, bắt tướng Ai Lao là Đạo Mông.
Năm 1440, Lê Khôi đi đánh châu Thuận Mỗi cùng với vua Lê Thái Tông, năm 1441, tù trưởng Man tên Nghiễm đẫu hàng. Vua Lê Thái Tông đem quân trở về, ông được thăng làm Nhập nội đô đốc, sau, chưa rõ vì lý do gì, ông bị giáng chức.
Năm 1443, ông được phục chức, làm Nhập Nội Thiếu úy, trấn thủ Nghệ An. Lúc ông mới đến, sĩ phu, dân chúng đứng chật hai bên đường trông đón, giơ tay đến trán mừng reo rằng:  Chúng tôi mong ông lâu rồi ! Nay trời mới giáng phúc cho dân tôi đấy ư ? Ông làm quan ở Nghệ An được vài năm, chính sự công bình, kiện cáo rõ ràng, mùa được, dân khỏe, tiếng ca tụng công đức vang khắp đường ngõ.
Năm 1444, vua Chiêm là Bí Cai tiến đánh cướp thành Châu Hóa, năm 1445 lại tiến đánh đánh thành An Dương thuộc Châu Hóa, vua Lê Nhân Tông sai Tư đồ Lê Thận, đô đốc Lê Xí ứng cứu, Lê Khôi thống suất quân ở trấn tăng viện. Trận này Đại Việt chiến thắng, vua phong ông làm Nhập nội tham dự triều chính.
Năm 1446, Đô đốc Lê Khả đem đại binh đánh Chiêm, Lê Khôi làm tiền quân, phá tan đồn ải quân Chiêm, vượt Thi Giang, đến cửa biển Thi Nại, rồi vượt biển đến đất Chiêm. Tướng Chiêm biết tiếng ông, liền hỏi:  Có phải là ông Tư mã đấy chăng. Lê Khôi liền bỏ mũ trụ ra cho quân Chiêm thấy, quân Chiêm sụp ngựa xuống lạy, biếu sản vật, đầu hàng. Lê Khôi đến đâu, quân Chiêm tan vỡ đến đấy, đánh đến thành Đồ Bàn, bắt được vua Chiêm là Bí Cai.
Lúc đem quân trở về, ông mắc bệnh, mất ở chân núi Long Ngâm, cửa biển Nam giới, thuộc địa phận Hà Tĩnh ngày nay. Triều đình bãi triều ba ngày, truy phong tước Nhập nội Đô đốc, thụy là Trung Hiển. Sau truy tặng Nhập nội kiểm hiệu Tư không, Bình chương sự, đổi tên thụy là Vũ mục công.

## Chiến công
Năm 1427, ông cùng với nghĩa quân lập nên trận Khả Lưu. Lúc đó, tuy chỉ là một vị tướng nhỏ nhưng đã được mô tả như sau:
Mình đeo bên trái một túi mũi tên, bên phải cũng một túi mũi tên, theo Vua ra trận.
Trong trận Khả Lưu, ông cùng bọn Lê Sát xông lên trước, vây đánh và phá tan quân Minh, bắt sống được Đo Đốc giặc là Hoàng Thành, lại còn bắt được sĩ tốt của chúng nhiều không kể hết
Năm 1427, ông hợp lực cùng Phạm Vấn chỉ huy một cánh quân, góp phần vào chiến thắng Chi Lăng - Xương Giang quyết định chiến cục, kết thúc thắng lợi khởi nghĩa Lam Sơn.
Ông cùng Phạm Vấn đem hơn hai ngàn quân đi trợ chiến cho Lê Sát, đánh tan và bắt sống bọn tướng giặc là Thôi Tụ và Hoàng Phúc cùng mấy vạn tên giặc, quét sạch quân Ngô và khôi phục Đông Đô
Năm 1430, Lê Khôi giữ chức trấn thủ Hóa Châu, vùng giáp với Chiêm Thành, giúp vùng này yên ổn, ấm no. Cũng năm này, ông đã đem quân tiếp ứng cho vua Lê Thái Tổ đi dẹp loạn Bế Khắc Thiệu ở Thái Nguyên.
Năm 1445, Lê Khôi đem quân tiếp ứng, giúp dẹp tan quân Chiêm Thành.
Lê Khôi bị đau và mất ngày 3/5/1446 tại Núi Nam giới huyện Thạch Hà, tỉnh Hà Tĩnh.

## Hậu thế ghi công
Dân Nghệ Tĩnh ghi nhớ công ơn của Lê Khôi, lập đền thờ dưới chân núi Long Ngâm. Ngày mồng 3, tháng 5 âm lịch hàng năm, nhân dân 2 huyện Lộc Hà, Thạch Hà (tỉnh Hà Tĩnh) đều tổ chức Lễ giỗ Đại Vương Lê Khôi.
Đời Quang Thuận, (1464) vua Lê Thánh Tông truy phong tước Chiêu trưng vương, sai Nguyễn Như Đổ soạn văn bia khắc vào đá ở đền thờ.
Năm Minh Mệnh thứ 4, nhà Nguyễn cho thờ Lê Khôi ở miếu Lịch đại đế vương, năm thứ 16 cho thờ ở Võ miếu.
Tên Lê Khôi được đặt tên cho một số đường phố ở Việt Nam. Đường Lê Khôi ở quận Tân Phú, thành phố Hồ Chí Minh; đường Lê Khôi ở thành phố Đà Nẵng,; đường Lê Khôi ở thành phố Vinh, Nghệ An

## Nhận định
Đại Nam nhất thống chí viết về ông như sau:
| “ | Ông là người độ lượng, nhân hậu, nhã nhặn, ít nói ít cười, từng theo Vua Lê Thái Tổ đi đánh dẹp lập được nhiều công lao | ” |

Lê Thánh Tông trong bài "Quân minh thần lương" (君明臣良) của tập thơ "Quỳnh uyển cửu ca" (瓊苑九歌) có câu khen ông "Vũ Mục hung trung liệt giáp binh" (trong bụng Vũ Mục sắp đặt sẵn giáp binh- Vũ Mục là tên thụy của Lê Khôi, giống tên thụy được đặt trước đó cho Nhạc Phi đời Tống).